# NGC 6654
NGC 6654 è una galassia a spirale barrata, vista pressoché di fronte, alquanto diffusa e arrotondata di forma, moderatamente luminosa, il bulge è alquanto luminoso ed esteso per circa 40 secondi d'arco; l'alone galattico è molto più vasto, circa 1,7 primi d'arco, difficilmente distinguibile con chiarezza, infatti ad ingrandimenti non troppo spinti è necessaria una visione distolta per percepirlo. 
L'orientazione della galassia è pressoché precisa da Nord verso Sud. È presente una piccola barra luminosa in direzione NNE-SSW.
La stellina posta circa 2',4 in direzione Ovest è la GSC 4441:65, di magnitudine 10,87, una stella doppia la cui compagna è di 14°magnitudine. Altra stella rilevante di campo, circa 5' in direzione Sudest, è la GSC 4438:1401 di magnitudine 9,7.
La stella più luminosa di questa plaga un po' deserta della costellazione del Dragone è la stella binaria χ Dra, situata a ben 27' a Sudovest dalla galassia, di magnitudine 3,55 e tipo spettrale F7v alle coordinate 18h 21m 02,3s e +72° 44′ 01″.
Da non confondere come una supernova la stella prospettica della nostra galassia situata solo 8" ad ovest del bulge, in pieno alone galattico; si tratta della USNOA2 1575-03958027, di magnitudine 13,1 e coordinate 18h 24m 04,2s e +73° 11′ 07″.